# Дели, Бьёрн
Бьёрн Эрленн Де́ли (норв. Bjørn Erlend Dæhlie; род. 19 июня 1967 года в Эльверуме, Хедмарк, часто упоминается как Бьорн Эрленд Дэ́ли) — норвежский лыжник, самый титулованный лыжник в истории лыж среди мужчин, восьмикратный олимпийский чемпион и девятикратный чемпион мира.
В период с 1992 по 1999 год Дели шесть раз выиграл Кубок мира, занял второе место в 1994 и 1998 годах. Дели выиграл в общей сложности 29 медалей на Олимпийских играх и чемпионатах мира в период с 1991 по 1999 год, в результате чего Дели считается самым успешным лыжником-мужчиной в истории этого вида спорта.
Дели является одним из самых известных людей в Норвегии. После ухода на пенсию он стал успешным бизнесменом в сфере недвижимости и моды. Его инвестиции в недвижимость увеличили его состояние до более полумиллиарда крон. Дели принимал участие в рекламных кампаниях, он запустил бренд фирменной лыжной одежды и организовал телевизионное шоу под названием Gutta på tur.

## Биография
Родился в Элверуме (Норвегия). Позже переехал в Наннестад (Nannestad). Дели связывает большую часть своего успеха в спорте со своим воспитанием. Он с самого раннего возраста активно занимался охотой, рыбалкой, походами, каякингом, футболом и, конечно же, катанием на лыжах. Большую часть своего детства Дели хотел стать футболистом, но после просьбы тренера он попробовал себя в лыжном спорте. В юности Дели не имел быстрого успеха, но он последовательно улучшал свои результаты и в конечном итоге квалифицировался на соревнования Кубка мира FIS.
Бьёрн Дели был первым в составе норвежской лыжной команды на зимних Олимпийских играх 1988 года в Калгари (Канада), но не участвовал в гонках, а находился там, чтобы учиться у более старших товарищей. Позже он утверждал, что эти Олимпийские игры стали переломным моментом для норвежского лыжного спорта до следующего периода успеха. Он дебютировал на чемпионате мира в январе 1989 года, финишировав 11-м на 15 км свободным стилем в Кавголово. В декабре того же года он выиграл свою первую гонку на Кубке мира. Он финишировал первым на 15 км свободным стилем, первой гонке Кубка мира в сезоне.
На Чемпионате мира по лыжным видам спорта 1991 года в Валь-ди-Фьемме, Дели выиграл свою первую золотую медаль чемпионата мира. Он победил лыжную легенду Гунде Свана на 15 км свободным стилем. Медаль была неожиданной, так как Дели был молод и до сих пор неизвестен. Это была первая индивидуальная золотая медаль Норвегии на чемпионате мира со времён Оддвара Бро, который выиграл золото в Осло в 1982 году. Дели также катался на последнем этапе в победной эстафетной команде 4 × 10 км.
В 1992 году начался период господства Дели. В этом году он впервые выиграл чемпионат мира, и повторит это достижение ещё пять раз в течение последующих семи лет. В Альбертвилле Дели выиграл свои первые олимпийские медали. Он выиграл золото на дистанции 10/15 км свободным стилем, 50 км свободным стилем и был в составе норвежской команды в эстафете 4 × 10 км. Он выиграл серебро в гонке на 30 км классическим стилем. Дели также финишировал четвёртым в гонке на 10 км свободным стилем, где его товарищ по команде Вегард Ульванг выиграл золото. Дели завершил четвёртый этап эстафеты и пересёк финишную черту, выиграв с перевесом более полутора минут. Дели и Ульванг завершили гонки, выиграв каждый по три золотых медалей и по одной серебряной. За своё выступление Дели был награждён Олимпийской премией Фернли, вручаемой лучшему норвежскому спортсмену на Олимпийских играх.
На зимних Олимпийских играх 1994 года в норвежском Лиллехаммере, Дели выиграл золото в гонке на 10 км классическим стилем и 15 км свободным стилем. Он выиграл серебро в гонке на 30 км свободным стилем, где он был побеждён Томасом Альсгордом. Эстафета 4 × 10 км была очень напряжённой между Норвегией и Италией. Итальянцы выиграли золото после того, как Сильвио Фаунер победил Дели в спринте на последнем этапе. В последующие годы Томас Альсгорд бежал на четвёртом этапе в норвежской эстафетной команды, а Дели катался на третьем этапе, поскольку Альсгорд был лучшим спринтером.
Чемпионат мира по лыжным видам спорта 1997 года стал самым успешным для Дели. Перед домашней публикой в Тронхейме он выиграл медали во всех гонках, взяв золото в классической гонке на 10 км, комбинированном преследовании 10 + 15 км и эстафете 4 × 10 км. Кроме того, он выиграл серебро в 30 км гонке свободным стилем и бронзу в 50 км гонке в классическом стиле.
Дели выиграл три золота и одно серебро на своих последних Олимпийских играх в Нагано. Он выиграл в гонке на 10 км классическим стилем, на 50 км свободным стилем и лыжную эстафету 4 × 10 км. В гонке на 15 км свободным стилем он получил серебряную медаль. Дели выиграл гонку на 50 км свободным стилем, опередив шведского лыжника Никласа Юнссона всего на восемь секунд. Оба лыжника рухнули на финишную черту, отдав все в погоне за победой. Дели описал эту гонку как самую сложную. Дели также установил длительную дружбу с кенийским лыжником Филиппом Бойтом. Дели ждал Бойта на финише в течение 20 минут после гонки на 10 км, говоря, что Бойт заслуживает поощрения. Филипп назвал одного из своих детей именем Дели.
Дели планировал принять участие в зимних Олимпийских играх 2002 года в Солт-Лейк-Сити, но ему не дал участвовать несчастный случай на роликовых коньках в августе 1999 года. Травма спины помешала Дели добавить больше медалей в свою коллекцию. Он ушёл из спорта в марте 2001 года, после долгих попыток реабилитации и хирургического вмешательства. Его решение уйти из спорта шокировало Норвегию.
Восемь олимпийских титулов Дели являются рекордными для Зимних Олимпийских игр, равно как и его 12 олимпийских медалей (он также выиграл четыре серебряных медали), которые он собрал на трех Олимпийских играх. В дополнение к своим достижениям на Олимпийских играх он имел большой успех на чемпионате мира, где он выиграл 17 медалей, из которых девять были золотыми. Он был особенно успешным на чемпионате мира 1997 года в Тронхейме, где он заработал медали во всех пяти соревнованиях. Несмотря на его неожиданный скорый уход из спорта, Дели считается одним из величайших зимних олимпийских атлетов всех времён.
Бьёрн Дели поддерживает некоммерческие организации, которые работают тем, кто болеет рассеянным склерозом. В 2009 году Дели участвовал в гонке на Американском биркебейнере в качестве сборщика средств для лечения рассеянного склероза. Дели участвовал в классической гонке длиной 54 км, заняв второе место.
В 2011 году Дели выиграл соревнования по скоростному спуску на финских санях в Хурдале. В 2011 году Дели объявил о своем возвращении, заявив о своем намерении участвовать в гонках на длинные дистанции, таких как Марсиалонга и Васалоппет.

## Достижения
- Обладатель восьми золотых медалей в истории зимних Олимпиад.
- Только Дели и знаменитый швед Сикстен Йернберг сумели дважды выиграть на Олимпийских играх самую престижную гонку на 50 км
- Девятикратный чемпион мира:
  - 1991 — 2 раза
  - 1993 — 3 раза
  - 1995 — 1 раз
  - 1997 — 3 раза
- Пятикратный вице-чемпион мира:
  - 1995 — 3 раза
  - 1997 — 1 раз
  - 1999 — 1 раз
- Трёхкратный бронзовый призёр чемпионатов мира:
  - 1993 — 1 раз
  - 1997 — 1 раз
  - 1999 — 1 раз
- Лучший спортсмен года в Норвегии в 1995 и 1998

Прекратил выступления из-за травмы спины в 1999 году, а в марте 2001 года официально объявил о завершении карьеры.
В настоящее время занимается производством спортивной одежды под собственной маркой.

### Победные Кубки мира Бьёрна Дели (6 раз) — мировой рекорд
| Место | Спортсмен        | Очки |
| ----- | ---------------- | ---- |
| 1     | Бьёрн Дели       | 198  |
| 2     | Вегард Ульванг   | 196  |
| 3     | Владимир Смирнов | 93   |
| 4     | Терье Лангли     | 83   |
| 5     | Торгни Могрен    | 73   |

| Место | Спортсмен        | Очки |
| ----- | ---------------- | ---- |
| 1     | Бьёрн Дели       | 696  |
| 2     | Владимир Смирнов | 649  |
| 3     | Вегард Ульванг   | 576  |
| 4     | Торгни Могрен    | 488  |
| 5     | Марко Альбарелло | 351  |

| Место | Спортсмен          | Очки |
| ----- | ------------------ | ---- |
| 1     | Бьёрн Дели         | 930  |
| 2     | Владимир Смирнов   | 866  |
| 3     | Сильвио Фаунер     | 591  |
| 4     | Алексей Прокуроров | 572  |
| 5     | Яри Исомется       | 525  |

| Место | Спортсмен          | Очки |
| ----- | ------------------ | ---- |
| 1     | Бьёрн Дели         | 1110 |
| 2     | Владимир Смирнов   | 1034 |
| 3     | Яри Исомется       | 617  |
| 4     | Алексей Прокуроров | 544  |
| 5     | Сильвио Фаунер     | 508  |

| Место | Спортсмен        | Очки |
| ----- | ---------------- | ---- |
| 1     | Бьёрн Дели       | 845  |
| 2     | Мика Мюллюля     | 580  |
| 3     | Фульвио Вальбуза | 523  |
| 4     | Эрлинг Евне      | 488  |
| 5     | Сильвио Фаунер   | 447  |

| Место | Спортсмен          | Очки |
| ----- | ------------------ | ---- |
| 1     | Бьёрн Дели         | 885  |
| 2     | Михаил Ботвинов    | 685  |
| 3     | Мика Мюллюля       | 573  |
| 4     | Матиас Фредрикссон | 484  |
| 5     | Пер Элофссон       | 465  |

## Результаты Бьерна Дели на Кубке мира
| 1998/1999 Итоги | 1998/1999 Итоги | Муонио       | Милан  | Тоблах       | Тоблах       | Давос        | Гар    | Энгельберг | Кицбюэль | Отепя        | Нове-Место   | Нове-Место   | Зефельд      | ЧМ Рамзау    | ЧМ Рамзау    | ЧМ Рамзау | ЧМ Рамзау    | Лахти        | Фалун        | Осло         |
| Очков           | Место           | 10 км Инд СС | Спр СС | 10 км Инд СС | 15 км Инд КС | 30 км Инд КС | Спр СС | Спр СС     | Спр СС   | 15 км Инд КС | 15 км Инд КС | 30 км Инд СС | 10 км Инд СС | 30 км Инд СС | 10 км Инд КС | 25 км Прс | 50 км Инд КС | 15 км Инд КС | 30 км Инд КС | 50 км Инд КС |
| 885             | 1               | 2            | —      | 1            | 1            | 1            | —      | —          | —        | —            | 1            | 2            | —            | 3            | 5            | 6         | —            | 1            | 6            | 2            |

| 1997/1998 Итоги | 1997/1998 Итоги | Бейтостолен  | Милан  | Валь-ди-Фьемме | Валь-ди-Фьемме | Валь-ди-Фьемме | Давос        | Токсово      | Рамзау       | Рамзау       | Лахти        | Фалун        | Осло         |
| Очков           | Место           | 10 км Инд КС | Спр СС | 10 км Инд КС   | 15 км Прс СС   | 15 км Инд СС   | 30 км Инд КС | 30 км Инд СС | 15 км Инд КС | 30 км Инд СС | 30 км Прс КС | 10 км Инд СС | 50 км Инд КС |
| 678             | 2               | 1            | 8      | 1              | 1              | 3              | 1            | —            | 4            | —            | 7            | 6            | 3            |

| 1996/1997 Итоги | 1996/1997 Итоги | Кируна       | Давос        | Бруссон      | Оберстдорф   | Токсово      | Хакуба       | Хакуба       | Лахти        | ЧМ Тронхейм  | ЧМ Тронхейм  | ЧМ Тронхейм  | ЧМ Тронхейм  | Фалун        | Сунне  | Осло         |
| Очков           | Место           | 10 км Инд СС | 10 км Инд КС | 15 км Инд СС | 30 км Инд КС | 30 км Инд СС | 10 км Инд КС | 15 км Прс СС | 30 км Инд КС | 30 км Инд СС | 10 км Инд КС | 15 км Прс СС | 50 км Инд КС | 15 км Инд КС | Спр СС | 50 км Инд СС |
| 845             | 1               | 1            | 18           | 1            | 1            | 4            | 6            | 5            | —            | 2            | 1            | 1            | 3            | 1            | 1      | 3            |

| 1995/1996 Итоги | 1995/1996 Итоги | Вуокатти     | Елливаре     | Давос        | Бруссон      | Санта Катерина | Санта Катерина | Штр          | Нове-Место   | Зефельд      | РиВ    | Токсово      | Тронхейм     | Лахти        | Фалун        | Фалун        | Осло         |
| Очков           | Место           | 10 км Инд КС | 15 км Инд СС | 30 км Инд КС | 15 км Инд СС | 10 км Инд КС   | 15 км Прс СС   | 50 км Инд СС | 15 км Прс КС | 10 км Инд СС | Спр СС | 15 км Инд КС | 30 км Инд СС | 30 км Инд СС | 10 км Инд СС | 15 км Прс КС | 50 км Инд КС |
| 1110            | 1               | 2            | 1            | 1            | 1            | 1              | 1              | 2            | 4            | 1            | —      | 3            | 2            | 2            | 2            | 7            | 4            |

| 1994/1995 Итоги | 1994/1995 Итоги | Кируна       | Тауплиц      | Саппада      | Саппада      | Остерсунд    | Нове-Место   | Лахти        | Лахти        | Фалун        | Осло         | ЧМ Тандер Бэй | ЧМ Тандер Бэй | ЧМ Тандер Бэй | ЧМ Тандер Бэй | Саппоро      |
| Очков           | Место           | 10 км Инд КС | 15 км Инд КС | 15 км Инд СС | 10 км Инд СС | 30 км Инд СС | 15 км Инд КС | 15 км Инд СС | 15 км Инд КС | 30 км Инд КС | 50 км Инд КС | 30 км Инд КС  | 10 км Инд КС  | 15 км Прс СС  | 50 км Инд СС  | 15 км Инд СС |
| 930             | 1               | 1            | 2            | 1            | 4            | 1            | 4            | 2            | 3            | 1            | 48           | 2             | 2             | 5             | 2             | 1            |

| 1993/1994 Итоги | 1993/1994 Итоги | Санта Катерина | Давос        | Тоблах       | Тоблах       | Токсово      | Осло         | ОИ Лиллехаммер | ОИ Лиллехаммер | ОИ Лиллехаммер | ОИ Лиллехаммер | Лахти        | Фалун        | Тандер Бэй   |
| Очков           | Место           | 30 км Инд КС   | 15 км Инд СС | 10 км Инд КС | 15 км Прс СС | 15 км Инд КС | 15 км Инд СС | 30 км Инд СС   | 10 км Инд КС   | 15 км Прс СС   | 50 км Инд КС   | 15 км Инд СС | 30 км Инд КС | 50 км Инд СС |
| 680             | 2               | 6              | 1            | 7            | 3            | 2            | 2            | 2              | 1              | 1              | 4              | 2            | 25           | 6            |

| 1992/1993 Итоги | 1992/1993 Итоги | Рамзау       | Рамзау       | ВдФ          | Токсово      | Ульрихен     | Бохинь       | ЧМ Фалун     | ЧМ Фалун     | ЧМ Фалун     | ЧМ Фалун     | Лахти        | Осло         | Штр          |
| Очков           | Место           | 10 км Инд СС | 15 км Инд КС | 30 км Инд СС | 30 км Инд КС | 15 км Инд КС | 15 км Инд СС | 30 км Инд КС | 10 км Инд КС | 15 км Прс СС | 50 км Инд СС | 30 км Инд СС | 50 км Инд КС | 15 км Инд КС |
| 696             | 1               | 6            | 1            | 8            | 1            | 3            | 3            | 1            | 4            | 1            | 3            | 7            | 7            | 1            |

| 1991/1992 Итоги | 1991/1992 Итоги | Сильвер Стар | Сильвер Стар | Тандер Бей   | Токсово      | Конь         | ОИ Альбервиль | ОИ Альбервиль | ОИ Альбервиль | ОИ Альбервиль | Лахти        | Фунесдален   | Ванг         |
| Очков           | Место           | 10 км Инд КС | 25 км Прс    | 30 км Инд СС | 30 км Инд КС | 15 км Инд СС | 30 км Инд КС  | 10 км Инд КС  | 15 км Прс СС  | 50 км Инд СС  | 15 км Инд КС | 30 км Инд СС | 50 км Инд КС |
| 198             | 1               | 14           | 2            | 1            | 1            | 1            | 2             | 4             | 1             | 1             | 1            | 2            | 8            |

| 1990/1991 Итоги | 1990/1991 Итоги | Тауплиц   | Давос        | Ле Сези      | Минск        | Штр          | ЧМ Валь-ди-Фьемме | ЧМ Валь-ди-Фьемме | ЧМ Валь-ди-Фьемме | ЧМ Валь-ди-Фьемме | Лахти        | Фалун        | Осло         |
| Очков           | Место           | 25 км Прс | 15 км Инд КС | 30 км Инд КС | 15 км Инд СС | 30 км Инд СС | 30 км Инд КС      | 15 км Инд СС      | 10 км Инд КС      | 50 км Инд СС      | 30 км Инд СС | 30 км Инд СС | 50 км Инд КС |
| 105             | 3               | —         | 5            | 14           | 2            | 1            | —                 | 1                 | 9                 | 4                 | 11           | 11           | —            |

| 1989/1990 Итоги | 1989/1990 Итоги | Солт-Лейк    | Калгари      | Калгари      | Москва       | Кампра       | ВдФ          | РиВ          | Лахти     | Тронхейм     | Эрн          | Ванг         |
| Очков           | Место           | 15 км Инд КС | 15 км Инд СС | 50 км Инд КС | 30 км Инд СС | 15 км Инд СС | 15 км Инд КС | 30 км Инд СС | 30 км Прс | 15 км Инд КС | 30 км Инд КС | 50 км Инд СС |
| 118             | 3               | 1            | 2            | —            | 13           | 1            | 3            | 11           | 1         | —            | —            | —            |

| 1988/1989 Итоги | 1988/1989 Итоги | Рамзау       | Бохинь       | ВдС          | Токсово      | Нове-Место   | Нове-Место   | ЧМ Лахти     | ЧМ Лахти     | ЧМ Лахти     | ЧМ Лахти     | Осло         | Фалун        |
| Очков           | Место           | 15 км Инд СС | 30 км Инд СС | 15 км Инд СС | 15 км Инд КС | 15 км Инд СС | 30 км Инд КС | 30 км Инд КС | 15 км Инд СС | 15 км Инд КС | 50 км Инд СС | 50 км Инд СС | 30 км Инд СС |
| 36              | 14              | —            | —            | —            | 11           | 4            | 13           | —            | —            | —            | 11           | 15           | 6            |

| Сезон   | Генеральный зачет | Генеральный зачет | Дистанционные виды | Дистанционные виды | Спринт | Спринт |
| Сезон   | Очки              | Место             | Очки               | Место              | Очки   | Место  |
| ------- | ----------------- | ----------------- | ------------------ | ------------------ | ------ | ------ |
| 1988/89 | 36                | 14.               | -                  | -                  | -      | -      |
| 1989/90 | 118               | 3.                | -                  | -                  | -      | -      |
| 1990/91 | 105               | 3.                | -                  | -                  | -      | -      |
| 1991/92 | 198               | 1.                | -                  | -                  | -      | -      |
| 1992/93 | 696               | 1.                | -                  | -                  | -      | -      |
| 1993/94 | 680               | 2.                | -                  | -                  | -      | -      |
| 1994/95 | 930               | 1.                | -                  | -                  | -      | -      |
| 1995/96 | 1110              | 1.                | -                  | -                  | -      | -      |
| 1996/97 | 845               | 1.                | 210                | 2.                 | 448    | 1.     |
| 1997/98 | 678               | 2.                | 196                | 2.                 | 482    | 2.     |
| 1998/99 | 885               | 1.                | 360                | 2.                 | 480    | 1.     |